# همایون فربود
همایون فربود(١٣٠١-١٣٧٩) سیاست‌مدار ایرانی بود، که در  دوره بیست و دوم  و  دوره بیست و یکم   بعنوان نماینده شیراز در مجلس شورای ملی حضور داشت.

## زندگی‌نامه
همایون فربود، فرزند ابراهیمخان فربود از ملاکین بزرگ فارس در شیراز متولد شد.تحصیلات ابتدایی را در شیراز و متوسطه را در دبیرستان فیروزبهرام به اتمام رساند.وی مدرک دکترای علوم سیاسی خود را از دانشگاه لوزان دریافت کرد . در دوره‏ بیست و یکم و بیست و دوم از طرف مردم شیراز به مجلس شورای ملی رفت. 